# Santiago Fernández Calvete
Santiago Fernández Calvete (Buenos Aires, Argentina, 1974) es un guionista y director de cine argentino. Es conocido mundialmente a partir de su primer filme en 2012, La Segunda Muerte, un largometraje que mezcla los géneros policial, fantástico y terror y que ha recorrido numerosos festivales de cine de género como el prestigioso SITGES Festival Internacional de Cinema Fantàstic de Catalunya y otros festivales como el BAFICI -Buenos Aires Festival de Cine Independiente- y el Festival des Films du Monde - Montréal (FFM).

## Biografía
Santiago Fernández Calvete estudió cine en Buenos Aires en el CIC (Centro de Investigación Cinematográfica) y durante varios años se dedicó a trabajar en diferentes largometrajes cubriendo roles de producción y dirección. En el año 2000 se especializó en guion en la escuela Internacional de Cine y TV de San Antonio de los Baños, Cuba y en 2002 colaboró en el guion del filme Bajar es lo peor y fue llevando su carrera cada vez más hacia el guion. En 2007 escribió la primera versión de lo que fue su primera película, La segunda muerte, que termina filmándose en 2010 y proyectándose por primera vez en el BAFICI en el año 2012. El filme se estrenó comercialmente en la Argentina en marzo de 2014. A pesar de haberse estrenado con pocas copias, el filme rindió sorpresivamente bien y se convirtió en uno de los únicos 25 filmes argentinos en superar, ese año, la barrera de los 10.000 espectadores.
En 2014 filmó Testigo íntimo, un thriller más convencional que significó el regreso a la pantalla grande de la supermediática Graciela Alfano. El filme se estrenó en noviembre de 2015.
En 2021 estrenó en Argentina Sangre vurdalak.